# FC RUOR-Guardia Bishkek
El FC RUOR-Guardia Bishkek es un equipo de fútbol de Kirguistán que juega en la Liga de fútbol de Kirguistán, la liga de fútbol más importante del país.

## Historia
Fue fundado en el año 1991 en la capital Biskek con el nombre FC AiK Bishkek y desde entonces ha tenido varios nombres, los cuales han sido:
- 1994-98: FC AiK Bishkek.
- 1998: FC National Guard-AiK Bishkek.
- 1998-99: FC National Guard Bishkek.
- 1999-2001: FC SKNG Guardia Bishkek.
- 2001-: FC RUOR-Guardia Bishkek.

Nunca ha sido campeón de liga, aunque fue subcampeón en la temporada 1996 y ha ganado el título de copa en 1 ocasión.
A nivel internacional ha participado en 1 torneo continental, en la Copa de Clubes de Asia del año 1997, en la que fue eliminado en la Primera Ronda por el Yelimay Semipalatinsk de Kazajistán.
El equipo ha estado inactivo desde la temporada 2005.

## Palmarés
- Liga de fútbol de Kirguistán: 0
  - Subcampeón: 1

1996
- Copa de fútbol de Kirguistán: 1

1996

## Participación en competiciones de la AFC
- Copa de Clubes de Asia: 1 aparición

1997 - Primera Ronda